# Jämtlands läns norra valkrets
Jämtlands läns norra valkrets var vid riksdagsvalen 1911–1920 till andra kammaren en egen valkrets med tre mandat. Den avskaffades vid valet 1921, då hela länet bildade Jämtlands läns valkrets.
Valkretsen ska inte förväxlas med de båda enmansvalkretsarna Norra Jämtlands domsagas valkrets (i andrakammarvalet 1866) eller Jämtlands norra domsagas valkrets (i andrakammarvalen 1881–1908).

## Riksdagsmän

### 1912–vårsessionen 1914
- Johan Olofsson, lib s
- Niclas Torgén, lib s
- Daniel Viklund, lib s

### Höstsessionen 1914
- Karl Karlsson, lmb
- Johan Olofsson, lib s
- Niclas Torgén, lib s

### 1915–1917
- Karl Karlsson, lmb
- Johan Olofsson, lib s
- Nils Olsson i Rödningsberg, s

### 1918–1920
- Johan Olofsson, lib s (1918–lagtima riksdagen 1919)
  - Niclas Torgén, lib s (urtima riksdagen 1919–1920)
- Nils Olsson i Rösta, lib s
- Daniel Viklund, s

### 1921
- Per Persson, högervilde
- Henrik Andersson, jfg
- Nils Olsson i Rösta, lib s